# Jeremías (Miguel Ángel)

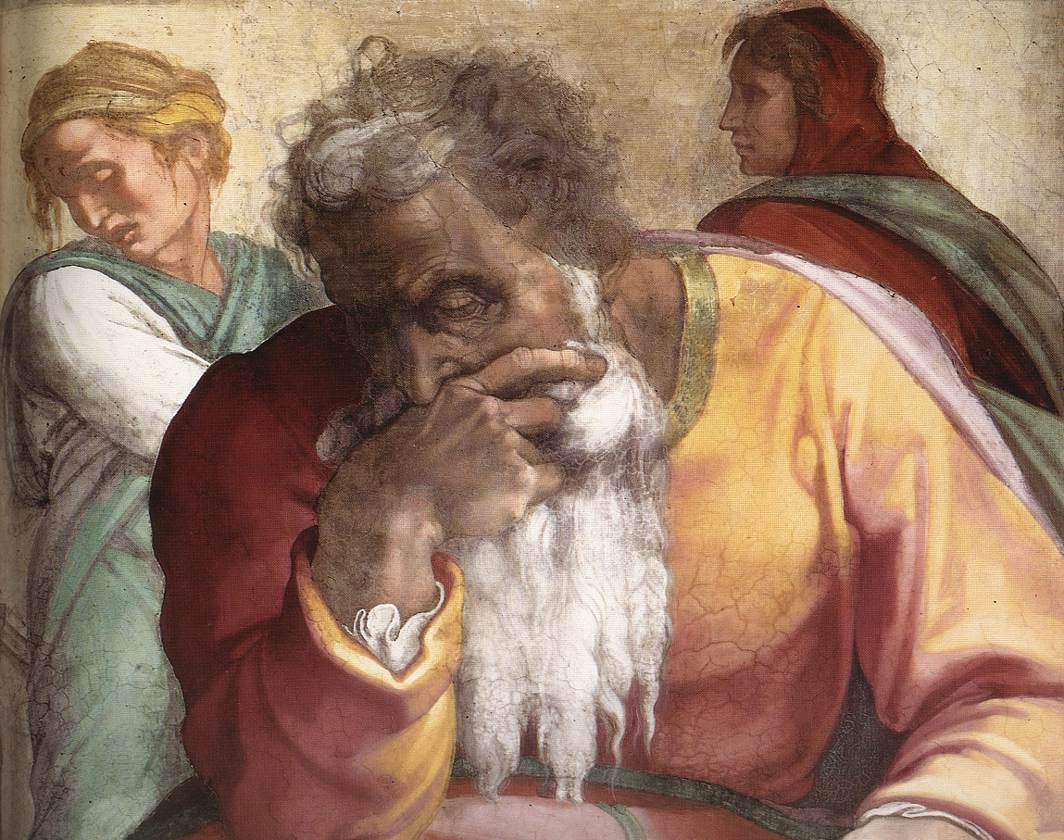
Detalle.

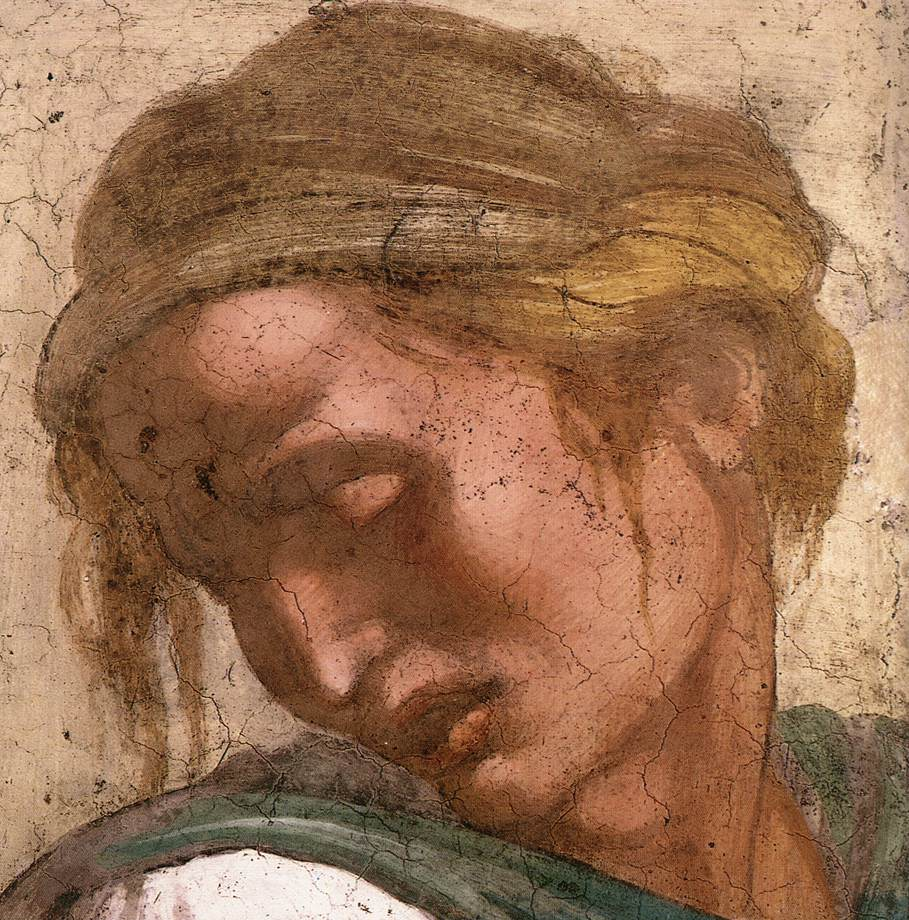
Detalle, la mujer afligida.

El profeta Jeremías de 390 x 380 cm es un fresco de Miguel Ángel de 1512 y forma parte de la decoración de la bóveda de la Capilla Septina, en los Museos Vaticanos de Roma, encargada por el papa Julio II.

## Historia
Al pintar la bóveda, Miguel Ángel procedió desde el tramo cerca de la puerta de entrada, la usada durante las entradas solemnes a la capilla del pontífice y su séquito, hasta la parte sobre el altar. Jeremías así pues, que se encuentra en el noveno tramo a partir de la puerta, fue una de las últimas figuras en ser pintadas, en octubre de 1512.
La figura requirió catorce "jornadas" de fresco.

## Descripción y estilo
Jeremías forma parte de la serie de los Videntes, colocados sobre amplios tronos arquitectónicos sobre las ménsulas. Cada uno de ellos va acompañado de un par de jóvenes asistentes y está en un gran asiento marmóreo, entre dos pilares con fingidos altorrelieves con amorcillos por parejas, en varias posiciones. Su nombre está escrito en latín (en este caso HIEREMIAS) en igualmente simuladas tablitas bajo la plataforma que hace de base al trono, cada una sostenida por un amorcillo.
Jeremías es representado como una figura enérgica que amplifica in crescendo la actividad psíquica de los Profetas al acercarse hacia el altar, desde la tranquila meditación de Zacarías sobre la puerta, hasta la conmoción en pleno furor profético de Jonás.
Jeremías muestra una lúgubre desolación, oprimido por una dolorosa conciencia de presagios nefastos. En el Libro de Jeremías se predice que llegarán tiempos de elección y alejamiento de los hombres de Dios, que sin embargo serán superados con una nueva alianza, profetizando por tanto la venida de Cristo, así como el fin de los tiempos (segunda venida), a lo cual alude también la escena cercana de la Separación de la luz de la oscuridad, prefigurando la separación de los justos de los malvados durante el Juicio Final.
El profeta anciano inclina el tronco hacia delante y apoya el mentón sobre una mano con el codo en la rodilla, las rodillas separadas con los robustos pies entrelazados, como buscando espacio para las poderosas piernas cubiertas con botas altas. La expresión es sombría, como también el tono del rostro arrugado y la barba larga y cabello blancos, en el que algunos han querido reconocer un posible autorretrato de Miguel Ángel.
Los asistentes, caso único en la bóveda, no son dos niños, sino dos personas adultas vestidas con atuendos contemporáneos, quizás dos retratos de los asistentes del artista, a los que sin embargo no es posible atribuir una identidad específica. Son un hombre de perfil con una prenda y capucha rojo oscuro y manto verde y una mujer con una túnica blanca y un manto verde claro ceñido y plegado. La expresión de la mujer es especialmente grave y lúgubre, de fuerte expresividad. El otro personaje es hoy fruto de un repinte después de la caída del yeso, en la que también se perdió una parte del cabello del profeta.

## Homenajes
En ocasión del cuarto centenario de la muerte de Miguel Ángel, el 16 de junio de 1964, la oficina de Correos vaticana dedicó a este fresco un sello de 40 liras.

## Detalles

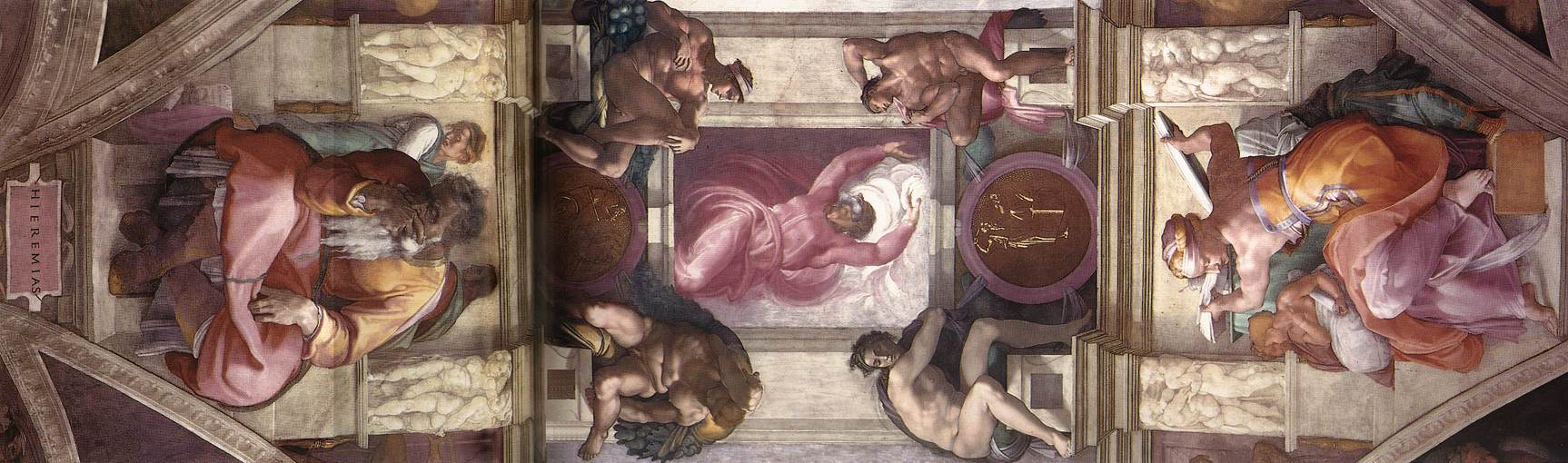
El noveno tramo.
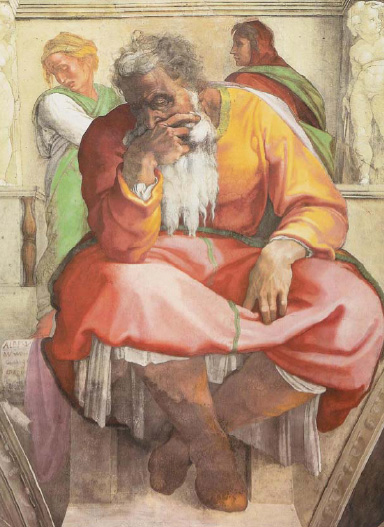
Detalle.
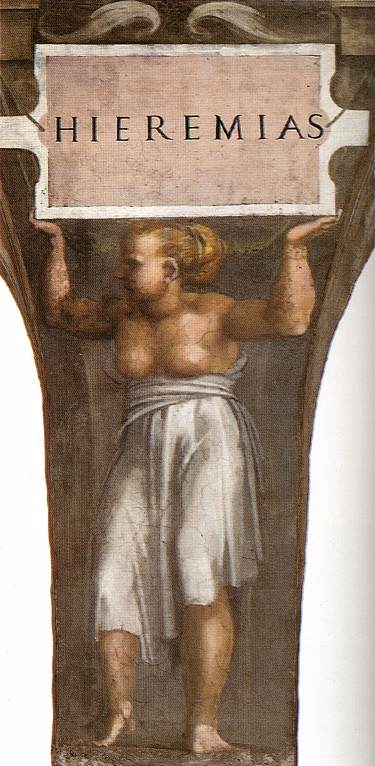
Una figura femenina sostiene la tablita.